# Mauro Crenna
Mauro Crenna (2 novembre 1991) è un canoista italiano. e attuale allenatore di canoa, noto per la sua partecipazione alle Olimpiadi di Rio de Janeiro nel 2016 e per i numerosi titoli e medaglie conquistati a livello nazionale e internazionale. Dopo aver concluso la sua carriera agonistica nel gennaio 2024, ha intrapreso la carriera di allenatore.  

## Biografia
Mauro Crenna è nato a Sesto Calende, in provincia di Varese, il 2 novembre 1991, in una famiglia con una forte tradizione nella canoa. Suo padre è stato anch’egli un canoista di alto livello, gareggiando con la nazionale italiana, influenzando profondamente Mauro, che ha iniziato a praticare questo sport all'età di 10 anni. Ha rappresentato l'Italia ai Giochi della XXXI Olimpiade ai Giochi olimpici di Rio de Janeiro 2016 nel K4 1000 metri, in squadra con Alberto Ricchetti, Nicola Ripamonti e Giulio Dressino, ottenendo il quattordicesimo posto e nel k2 200 metri con Alberto Ricchetti ottenendo la tredicesima posizione.

## Carriera
Crenna ha iniziato la sua carriera presso il Circolo Sestese Canoa Kayak, la società sportiva della sua città natale, dove ha mosso i primi passi come canoista. Il suo talento è emerso rapidamente, portandolo a rappresentare l'Italia a livello internazionale già all'età di 18 anni. All'esordio con la Nazionale italiana, ha conquistato un argento ai Campionati Europei Junior nel K4 500 metri, segnando l'inizio di una carriera promettente, poi nel 2013 ha partecipato ai XVII Giochi del Mediterraneo disputati a Mersin conquistando un bronzo nel K1 1000 metri e un argento nel k2 200 metri.
Nel 2016, ha raggiunto uno dei punti più alti della sua carriera partecipando alle Olimpiadi di Rio de Janeiro, dove ha gareggiato sia nel K4 1000 metri sia nel K2 200 metri. Un aspetto significativo di questa partecipazione è stato il fatto che Crenna ha gareggiato come atleta del Circolo Sestese Canoa Kayak, portando con sé l'orgoglio e il prestigio della sua società d'origine sul palcoscenico mondiale.
Dopo le Olimpiadi, Crenna è entrato a far parte del Gruppo Sportivo delle Fiamme Gialle, il corpo sportivo della Guardia di Finanza. Questo ingresso ha segnato una svolta fondamentale nella sua carriera. Grazie al supporto delle Fiamme Gialle, che offrono un sostegno economico e logistico agli atleti, permettendo loro di dedicarsi a tempo pieno all'attività agonistica, Crenna ha potuto raggiungere nuovi traguardi. Con le Fiamme Gialle, ha vinto numerosi titoli e medaglie, consolidando la sua posizione come uno dei canoisti più forti del panorama nazionale.
Tuttavia, la carriera di Crenna non è stata priva di ostacoli. Nel 2018, ha subito un grave infortunio al gomito durante la stagione agonistica, che lo ha costretto a interrompere anticipatamente la sua attività. Per risolvere il problema, è stato necessario un intervento chirurgico eseguito con successo dal dottor Giuseppe Porcellini, uno dei medici più rinomati in Italia nel campo della chirurgia ortopedica dell'arto superiore. Nonostante il recupero, nel 2019, durante la preparazione per il Mondiale di qualifica olimpica, si è nuovamente infortunato, questa volta alle costole, un problema che lo ha obbligato a saltare il mondiale, precludendogli la possibilità di competere per la qualificazione alle Olimpiadi.
Nonostante questi infortuni, Mauro Crenna ha continuato a lottare, collezionando ulteriori successi; come nella sua ultima gara internazionale della sua carriera, nella quale ha conquistato la finale in k1 500 metri al Mondiale ad Halifax nel 2022.

## Formazione e Carriera post-agonistica
Parallelamente alla carriera sportiva, Mauro Crenna ha completato i suoi studi, laureandosi in Scienze Motorie presso l'Università Telematica Pegaso. Questa formazione accademica gli ha fornito le basi per una transizione naturale verso la carriera di allenatore.
Dopo il ritiro dalle competizioni agonistiche nel gennaio 2024, Crenna ha iniziato a dedicarsi all'allenamento presso il Circolo Sestese Canoa Kayak. Qui, attingendo alla sua vasta esperienza e alle conoscenze acquisite durante la carriera, si occupa di formare e guidare le nuove generazioni di canoisti, contribuendo a perpetuare la tradizione sportiva della sua città e della sua famiglia.